# Germanizace
Germanizace, také poněmčování, označuje šíření německého obyvatelstva, jazyka a kultury na ovládaných územích, jejichž obyvatelé nebyli Němci.

## Historický vývoj

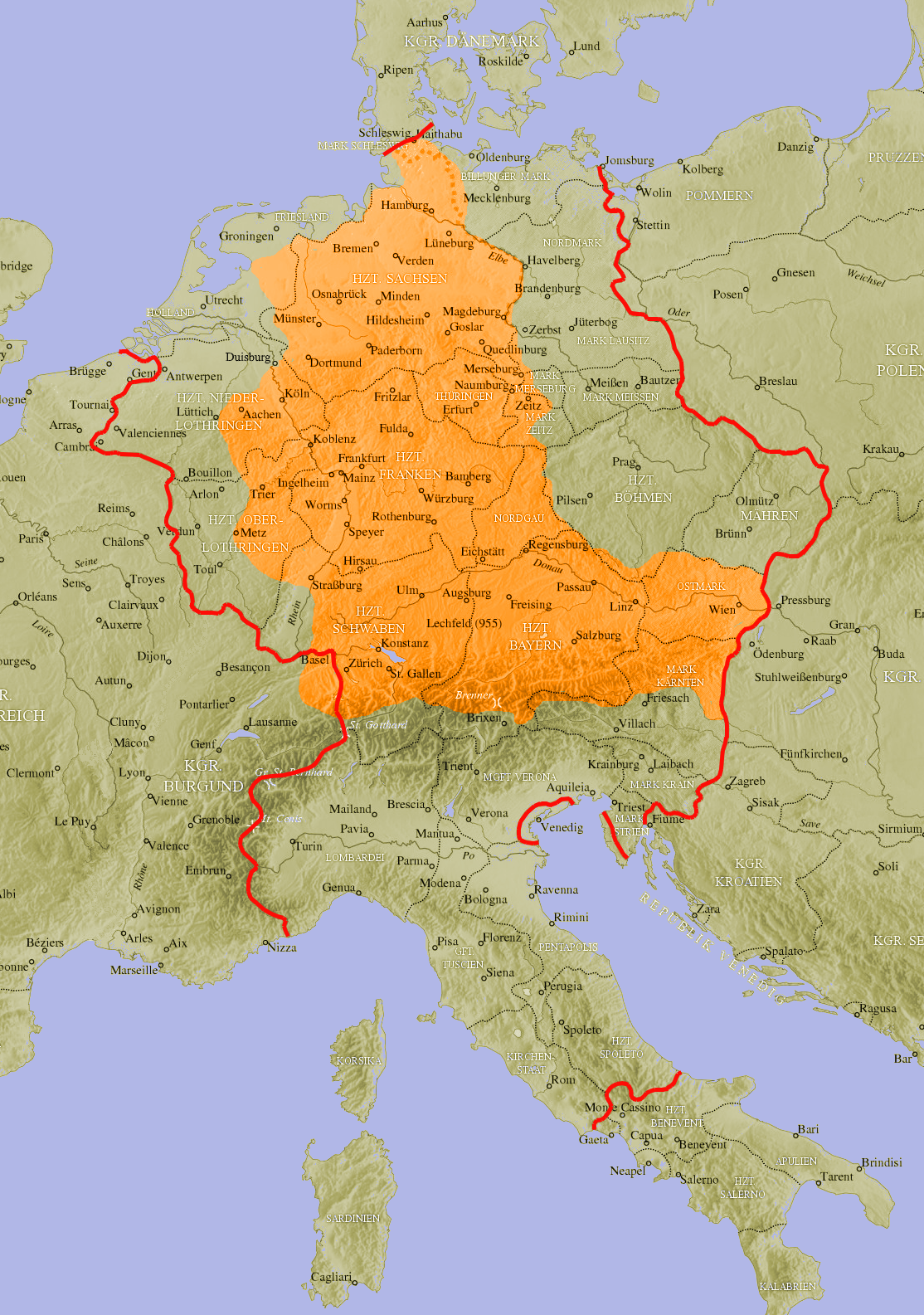
Rozšíření němčiny v roce 962 (oranžově)
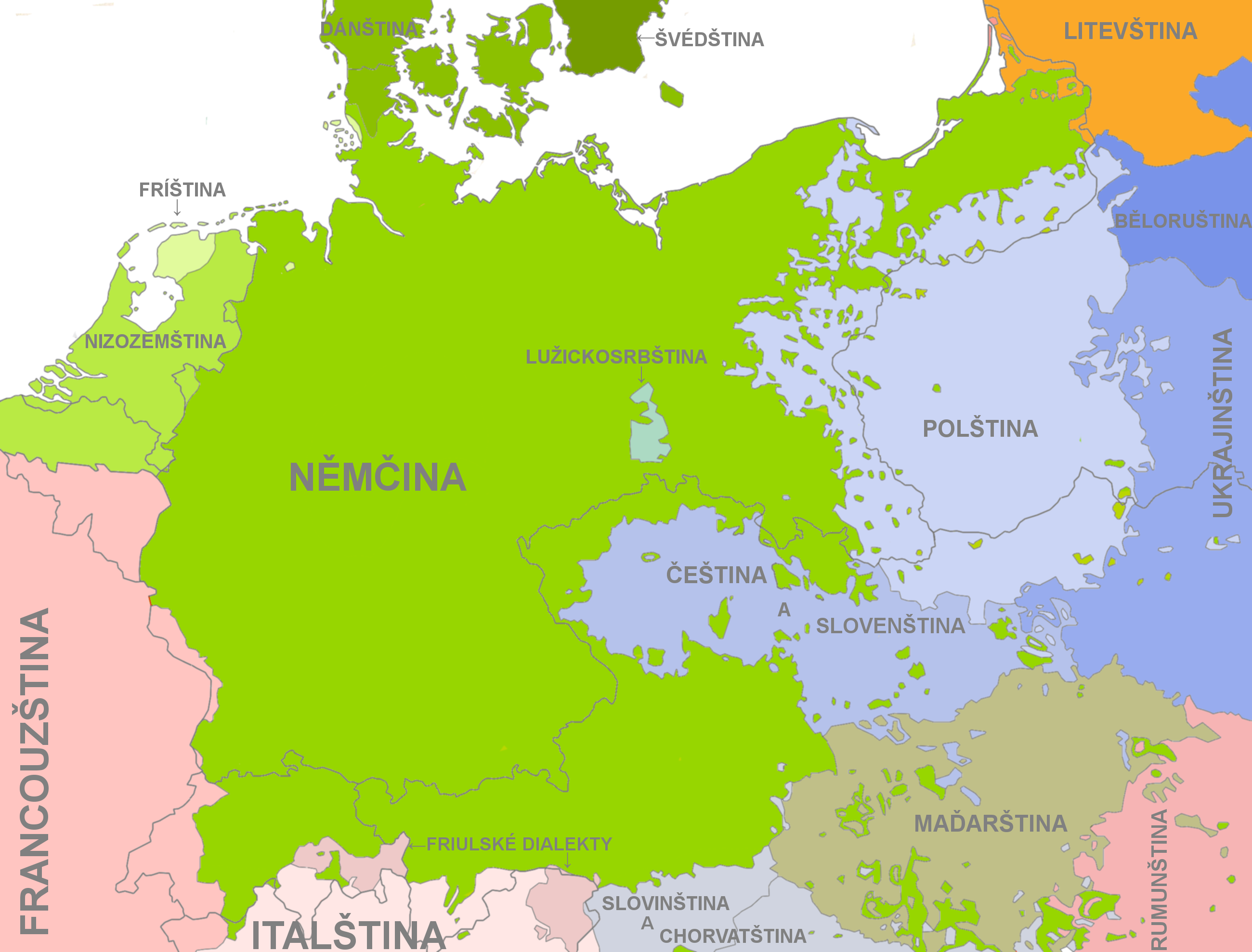
Rozšíření němčiny v roce 1910 (světle zeleně)
Rozšíření němčiny po roce 1950 (žlutě)

### Ve středověku
Germanizace se objevuje poprvé ve středověku, kdy ze strany germánských kmenů docházelo ke germanizaci polabských Slovanů. Později, v 11. až 14. století, proběhla velká vlna německé kolonizace střední a východní Evropy – Ostsiedlung. V průběhu této kolonizace byla v českých zemích Němci osídlena hlavně pohraniční území a města.

### V době absolutismu a centralizace moci
Germanizace se dále objevuje v době 17. století, kdy je postupně germanizována oblast Čech a Moravy, stejně jako i jiných částí tehdejšího Rakouska (Slovinsko aj.). Proti germanizaci se postavilo české národní obrození, které se pokoušelo – a nakonec úspěšně – zvrátit situaci. I přesto však germanizační tlaky, nejsilnější v 18. století, neustoupily. Skončily v podstatě až s rozpadem Rakouska-Uherska v roce 1918; v Německu byl zase silný tlak na slovanské národy na severu země, z nichž se podařilo přežít v podstatě jen Lužickým Srbům a Polákům.

### Za nacismu

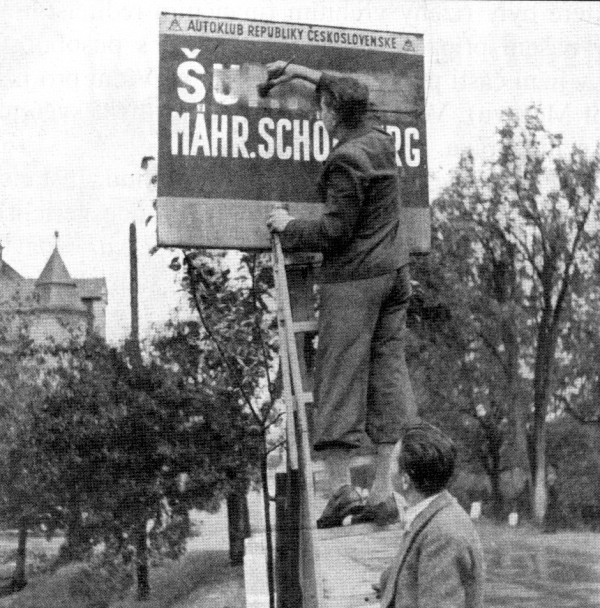
Sudetští Němci přetírají český název města Šumperk po okupaci v roce 1938

Po první světové válce se naopak situace obrátila ve prospěch dříve utlačovaných národů proti Němcům. Dalším zvratem se stala druhá světová válka, kdy v rámci ideologického šíření německé kultury jako té nejdokonalejší byla germanizace plánovaně uplatňována v podrobených zemích (Francie, Československo, Jugoslávie a další); děti byly odebírány rodičům na převýchovu a též byly vypracovány plány odsunu původního obyvatelstva do oblastí od Říše velmi vzdálených. K odstranění slovanských národů z Česka (v rámci konečného řešení české otázky), Polska a evropské části Sovětského svazu, zčásti formou germanizace, a k jejich náhradě Němci byl vytvořen Generalplan Ost. S porážkou Německa roku 1945 se s germanizací přestalo jako se symbolem nacismu; v NDR byla zajištěna jistá práva například Lužickým Srbům, v Rakousku v jižním pohraničí byly také zavedeny dvojjazyčné (německo-slovinské) nápisy.